# Parandrita permixtus
Parandrita permixtus är en skalbaggsart som först beskrevs av Antoine Henri Grouvelle 1912.  Parandrita permixtus ingår i släktet Parandrita och familjen ritsplattbaggar. Inga underarter finns listade i Catalogue of Life.